# Бертола, Адрианна
Адрианна Джин Бертола (англ. Adrianna Jean Bertola ) — британская юная актриса и певица. Наиболее известна благодаря своим участием в мюзиклах «Звуки музыки», где исполнила роль Гретль, участвуя в телесериале «Несчастный случай», где сыграла Шарис Брукс. С 22 мая по 12 ноября 2013 года выступала в роли Виолет Бьюегарт в мюзикле «Чарли и шоколадная фабрика».
22 сентября 2014 года Бертола при поддержке Spirit Young Performers Company выпустила свой первый сингл «Fire and Ice».

## Карьера
Адрианна родилась 9 января 1999 года в Саутенд-он-Си, в семье Даррена и Шаны Бертолы. Дебют Бертолы на сцене состоялся в мюзикле «Звуки музыки», где она с успехом исполнила роль Гретль фон Трапп, после чего молодая актриса поступила в Morgan Academy for Performing arts. Позже Бертола участвовала в мюзикле «Отверженные», исполнив роль молодой Козетты и снималась в 23-серийной медицинской драме «Несчастный случай», где сыграла роль Шарис Брукс. В 2010 году Бертола играла главную роль Матильды в мюзикле «Матильда», вместе с Керри Играм и Джоси Гриффитс. Помимо исполнения ролей в разных фильмах, Адрианна исполнила песню «Quiet» к саундтреку одноимённого фильма, основанного на мюзикле, песня в свою очередь получила благосклонные отзывы критиков. Однако, из-за своего карьерного роста, Бертола не смогла найти время для выступления на сцене Вест-Энда. В 2011 году Бертола исполнила роль Бригитты фон Трапп на гастролях мюзикла «Звуки музыки». Принимала участие в съёмках музыкального клипа Джесси Джей — «Who’s Laughing Now», где исполнила роль Джесси в молодом возрасте. Впоследствии получила прозвище «мини Джесси Джей». В настоящее время Бертола играет в театре Sylvia Young Theatre School. До момента окончания своего контракта 12 ноября 2013 года, играла в вест-эндском мюзикле «Чарли и шоколадная фабрика» на сцене Королевского театра на Друри-Лейн.

## Дискография
- Fire and Ice (сингл, 2014)

## Фильмография

### Фильмы и телевидение
| Год       | Название                                 | Роль              | Примечания                      |
| --------- | ---------------------------------------- | ----------------- | ------------------------------- |
| 2008      | Этим утром                               | В роли самой себя | 18 ноября                       |
| 2008—2009 | Несчастный случай                        | Шарис Брукс       | Все 23 серии                    |
| 2009      | Magic Grandad                            | Элиза             | Эпизод: Миссис Битон            |
| 2009      | Мистер одиннадцатый                      | Молодая Сэз       | 1 эпизод                        |
| 2009      | Ант и Дек: Готовая еда субботним вечером | В роли самой себя | Танцор                          |
| 2009      | Ищейка                                   | В роли самой себя | Модель                          |
| 2010      | Девочка с синей кроссовкой               | Дочь              | Короткометражка                 |
| 2010      | Маленькие Эйнштейны                      | Джун              | Эпизод: Rockets Firebird Rescue |
| 2010      | Доктора                                  | Джемма Бренскомб  | Эпизод: Visible Wounds          |
| 2010      | Маленький дом                            | Молодая Рут       | 1 эпизод                        |
| 2010      | Завтрак                                  | В роли самой себя |                                 |
| 2011      | Безмолвный свидетель                     | 8-летняя девочка  | Преступный умысел: часть 1      |
| 2011      | Безмолвный свидетель                     | 8-летняя девочка  | Преступный умысел: часть 2      |
| 2012      | Лучшше рождество 2:Опасность в огне      | В роли самой себя | Класс мистера Шекспира          |
| 2015      | Хэнк Зиппер                              | Аня               | Эпизод: «Конфуз Валентина»      |
| 2016      | Вызовите акушерку                        | Кэти Таннер       | 1 эпизод                        |
| 2017      | Поцелуй меня первым                      | Джейн             | 1 эпизод                        |
| 2018      | Доктора                                  | Дейзи Бриджес     | 1 эпизод                        |
| 2018      | London Kills                             | Карли Брэдфорд    | 1 и 2 серии                     |

### Театр
| Год       | Мюзикл                     | Роль                                 | Театр                                | Даты                             |
| --------- | -------------------------- | ------------------------------------ | ------------------------------------ | -------------------------------- |
| 2006      | Звуки музыки               | Гретль вон Трапп                     | Лондон Палладиум                     | 3 ноября 2006 — 22 сентября 2007 |
| 2007      | Отверженные                | маленькая Козетта                    | Театр Королевы                       | Ноябрь 2007 — 21 июня 2008       |
| 2010      | Матильда                   | Матильда Уормвуд                     | театр «Кортъярд»                     | Ноябрь 2010 — 30 января 2011     |
| 2011      | Звуки музыки               | Бригитта вон Трапп                   | Пленарное заседание Конференц-центра | Июнь 2011                        |
| 2013      | Чарли и шоколадная фабрика | Виолет Бьюгерт                       | Друри-Лейн                           | 22 мая 2013 — 12 ноября 2013     |
| 2017-2018 | Сумеречная зона            | Марки, маленькая девочка, Тина, Лили | Almeida Theatre                      | Декабрь 2017 — Январь 2018       |
| 2018      | Blueberry Toast            | Джилл                                | Soho Theatre                         | Май — Июнь 2018                  |